# 카를 콜러 (1898년)
카를 콜러(Karl Koller, 1898년 2월 22일-1951년 12월 22일)는 독일의 공군 군인이다. 최종 계급은 항공대장. 제2차 세계 대전 당시 나치 독일 공군 공군최고사령부 장군참모장을 역임했다.
| 전임 항공대장 베르너 크라이페 | 공군최고사령부 장군참모장 1944년 11월 12일 – 1945년 5월 8일 | (권한대행) 상급대장 한스위르겐 슈툼프 |